# The Coffin of Andy and Leyley
The Coffin of Andy and Leyley est un jeu d'aventure d'horreur psychologique développé par Nemlei, une développeuse de jeux vidéo finlandaise indépendante, et publié par Kit9 Studio (Kit9 Studio est une entreprise de deux personnes dirigée par Nemlei et son mari, créé pour finir le développement du jeux), sur Microsoft Windows. Le jeu est à l'origine une démo publiée sur Itch.io, puis est étendu et publié sur Steam en accès anticipé. La version actuelle, depuis la version 3.0.0 du 1er Avril, du jeu comprend trois des quatre épisodes prévus, le dernier chapitre est en développement depuis la sortie du chapitre 3. L'intrigue suit le frère et la sœur Andrew et Ashley Graves, qui se retrouvent dans une relation de codépendance alors qu'ils commettent divers crimes tout en essayant de survivre dans un monde dystopique.

## Système de jeu
The Coffin of Andy and Leyley est un jeu d'aventure présenté dans une perspective descendante, dans lequel les joueurs, incarnant les protagonistes frères Andrew et Ashley Graves, explorent l'environnement et résolvent des énigmes pour faire avancer le récit. Parfois, le joueur est invité à faire des choix qui peuvent changer la direction de l'histoire du jeu, et débloquer l'une des multiples fins.

## Histoire

### Épisode 1 "The Coffin" [Le Cercueil]
Les frères et sœurs Andrew et Ashley Graves restent coincés dans leur appartement pendant trois mois sans nourriture à la suite d'une mise en quarantaine après que l'approvisionnement en eau local s'est révélé contaminé par des parasites. Abandonnés par leurs parents et sans aucun moyen d'appeler à l'aide, ils meurent lentement de faim. Un jour, ils découvrent un voisin sectaire qui tente d'invoquer un démon. Tandis que l'occultiste réussit son invocation, le démon lui vole son âme, et Andrew et Ashley décident de massacrer et de cannibaliser son corps pour se nourrir.
Les frères et sœurs prévoient plus tard de s'échapper ; Andrew tue l'un des deux gardes qui les gardent emprisonnés, tandis qu'Ashley sacrifie l'âme de l'autre garde au démon. Le démon offre à Ashley un « bijou » censé lui donner des rêves prémonitoires. Andrew et Ashley fuient le complexe d'appartements et se cachent.

### Épisode 2 "Graves"
Andrew et Ashley se retrouvent démunis et à court d'argent. Ils voient aux nouvelles que leur appartement a brûlé et qu'à ce titre, les autorités les déclarent présumés morts, l'incendie effaçant toutes les preuves de leurs crimes antérieurs. Ils décident de cambrioler la maison de leurs parents pour reconstituer leurs fonds, mais sont interrompus lorsque leur mère arrive à la maison plus tôt que prévu. Elle est surprise par leur apparence après leur mort supposée, mais leur permet à contrecœur de passer la nuit.
Après que la famille Graves ait eu un dîner maladroit ensemble, Ashley argumente à Andrew qu'ils devraient tuer leurs parents afin de les empêcher de révéler qu'ils ont survécu, ce qui pourrait les incriminer. Incapable de s'opposer à ce raisonnement, il accepte à contrecœur. Les frères et sœurs prennent leurs parents en otage et sacrifient leur âme dans un rituel au démon. Ils massacrent ensuite le corps de leurs parents et se débarrassent des restes, Ashley cuisinant une partie de leur viande dans une soupe qu'elle et Andrew mangent ensemble.
Ashley et Andrew décident d'acquérir de nouvelles identités et de continuer leur vie ensemble. Selon les choix préalables des joueurs, ils peuvent être antagonistes ou amicaux les uns envers les autres. Si le joueur poursuit la voie narrative correspondante, le talisman du démon amène Ashley et Andrew à voir une future prémonition potentielle d'eux-mêmes dans une relation sexuelle incestueuse. Sur un autre chemin, Ashley fait l'expérience d'une prémonition selon laquelle Andrew la tuera, dont elle refuse de lui parler lorsqu'elle se réveille.

### Épisode 3A "Decay" [Décomposition]
Cet épisode suit la route où Ashley a une prémonition où elle se fait tuée par Andrew.
Dans un souvenir du passé, lors d'un voyage chez ses grands-parents, Andrew invoque accidentellement un démon appelé « Quelque chose de terrifiant » et entre en contact avec lui. Le démon s'intéresse à Andrew et le laisse partir, Andrew lui-même considérant l'expérience comme un rêve. De retour dans le présent, Andrew vole secrètement le talisman d'Ashley et tente de l'utiliser, voyant une vision du cadavre démembré d'Ashley. Ashley est furieuse qu'Andrew ait utilisé son talisman sans sa permission et ils décident de sacrifier une famille de campeurs pour la recharger. Cependant, le rituel tourne mal lorsque la police est appelée, et le démon permet aux frères et sœurs de s'enfuir dans le royaume des démons pour se mettre à l'abri.
En échange, le démon demande à Ashley de l'aider à continuer à rassembler des âmes pour lui, tandis qu'Andrew attend dans le royaume des démons. Au cours de leurs recherches dans le royaume des démons, les frères et sœurs découvrent des « visions » que le démon avait recueillies et, grâce à elles, ils découvrent que leurs parents les ont bel et bien vendus à une opération de prélèvement d'organes organisée par un médecin corrompu appelé simplement le « Chirurgien ». Cependant, ni Andrew ni le démon ne se font confiance et la situation entre eux se détériore rapidement. Alors qu'Ashley est partie au royaume des humains pour recueillir des âmes, le démon bannit Andrew dans l'Entre-deux pour se débarrasser de lui. Andrew tente à nouveau d'invoquer le démon, mais invoque accidentellement quelque chose de terrifiant à la place. Réalisant qu'elle a déjà rencontré Andrew, Quelque chose de terrifiant décide de lire ses souvenirs.
Après avoir revécu plusieurs de ses souvenirs d'enfance, Andrew se rend compte qu'il a refoulé des sentiments de convoitise envers Ashley, ce qui le perturbe énormément. Quelque chose de terrifiant, révélant son nom comme Le Seigneur Inconnu, réconforte Andrew et suggère qu'ils deviennent partenaires car ils peuvent tous deux s'aider mutuellement. Intrigué, Andrew accepte l'offre de Le Seigneur Inconnu et pénètre dans un portail vers un lieu inconnu.
En plus de la fin principale, il y a une fin alternative où les frères et sœurs se fiancent mais finissent dans une relation abusive, et plusieurs fin alternatives non canoniques qui incluent : les frères et sœurs sont abattus par la police, Andrew accepte de devenir le jouet d'Ashley, et les frères et sœurs commettent un double suicide en sautant vers leur mort.

## Développement
The Coffin of Andy and Leyley est développé par la développeuse indépendante Nemlei. Initialement publié sous forme de démo sur Itch.io, le jeu reçoit ensuite une version en accès anticipé sur Steam, qui contient trois des quatre épisodes prévus. En 2025, les développeurs participent à la création du chapitre 4 avant de se concentrer sur la route "Burrial" [Enterrement] du chapitre 3B.
Les chapitres sont sorties aux date suivantes :
- Chapitre 1 : 25 Mars 2023
- Chapitre 2 : 13 Octobre 2023[5]
- Chapitre 3A : 1 Avril 2025[6]
- Chapitre 3B : N/a
- Chapitre 4 : N/a

### Origines et concept initial
Le développement de The Coffin of Andy and Leyley a commencé dans le cadre de la participation de l’auteur (Nemlei) à des game jams, des événements où des développeurs créent un jeu vidéo complet en un temps limité, généralement un mois. Avant de créer ce jeu, l’auteur avait expérimenté avec des visual novel à travers plusieurs participations à des jams, mais sans projet long terme. L'un de ces jams, Nanoreno, s'avéra être un tournant dans son approche.
L’auteur avait une hypothèse selon laquelle les jeux visuels ajoutant des éléments de gameplay (en plus de la narration traditionnelle) réussissaient mieux en termes de popularité. Pour tester cette théorie, il décida d’intégrer des éléments interactifs dans son projet, qui serait conçu dans le cadre de Nanoreno. L’objectif principal était de créer un jeu simple en termes de contenu, en utilisant l’idée d’un épisode bouteille : une histoire se déroulant dans un seul lieu, réduisant ainsi le besoin de création d’art et d’assets, C'est-à-dire un espace géographique restreint pour limiter la création de plusieurs décors, environnements ou éléments graphiques, facilitant ainsi la production et réduisant les coûts en limitant le nombre de lieux à modéliser ou illustrer, comme par exemple dans le cadre du jeu, la maison du confinement.

### Création des personnages et évolution du scénario
Au départ, l’idée originale consistait en un protagoniste sans nom, intitulé "Player", qui interagirait avec un personnage secondaire conçu uniquement pour exposer l’intrigue. Ce choix visait à jouer sur l'interactivité du joueur et ses choix non conventionnels, en permettant à ce dernier de répondre par des actions inattendues.
Cependant, l’auteur abandonna rapidement cette idée, estimant que le résultat aurait été peu engageant. Le protagoniste fut donc remplacé par Ashley, et un autre personnage, Andrew, fut introduit pour ajouter de la profondeur à l’histoire. Ashley, dans cette nouvelle version, devint un personnage complexe avec une histoire personnelle, notamment un incident de son enfance, ce qui permettait de donner plus de fond au récit. Andrew, initialement conçu comme un simple outil d'exposition, fut également développé pour devenir un personnage à part entière.
Le développement des personnages conduisit naturellement à la structuration du scénario. Malgré la contrainte de temps imposée par le jam, l’auteur laissa entendre une suite potentielle, mais ne s’attarda pas sur des développements trop profonds afin de respecter les limites du projet.

### Lancement et réception initiale
Après la fin du Nanoreno, The Coffin of Andy and Leyley, chapitre 1, fut publié et rencontra une popularité inattendue. Le jeu mêlait des éléments de jeu d’aventure et de romance dramatique, ce qui attira une communauté fidèle. L’élément de gameplay supplémentaire, bien que limité, sembla attirer davantage d’attention que les autres projets de visual novels sans gameplay.
Le jeu suscitera cependant une controverse. Des critiques morales s’élevèrent contre certains aspects de l’histoire et des thèmes abordés, notamment la relation toxique entre les personnages principaux. Cette réaction conduisit à une forte polarisation du public et à une augmentation de la visibilité du jeu, bien que l’auteur ait dû faire face à des attaques violentes en ligne.

### Décision de poursuivre le projet
Face à cette polémique, l’auteur fut confronté à un dilemme : retirer le jeu pour apaiser les critiques ou continuer de développer l’histoire et monétiser le projet. Après une réflexion rapide, l’auteur choisit de poursuivre la création d’une version complète de The Coffin of Andy and Leyley, en élargissant l’histoire originale.

### Développement et sortie de l'épisode 2
La version complète du jeu entra en production et l’épisode 2 fut publié le vendredi 13 octobre 2023. Cette nouvelle sortie suscita une vague de discussions, d’harcèlement, d'incitation à la haine et de doxxing sur les réseaux sociaux et attira encore plus l’attention sur le jeu. L’auteur exprima sa gratitude envers les fans qui avaient soutenu le projet, tout en reconnaissant, avec humour, que la polémique avait également contribué à la popularité du jeu.

### Transfert d'équipe de développement après la sortie de l'épisode 2
Le 27 novembre 2023, l'éditeur Kit9 Studio annonce qu'il a acquis les droits de publication de The Coffin of Andy and Leyley et qu'il contrôle la poursuite du développement du titre, Nemlei choisissant de mettre fin à sa présence en ligne tout en continuant à dessiner et écrire pour le jeu dû a des vagues d’harcèlements notamment provoquer par des réactions injustifié aux thématiques de cannibalisme et d'inceste développer par l'œuvre.

## Réception
Andrea Gonzalez pour Destructoid donne une critique positive à The Coffin of Andy and Leyley, le décrivant comme « une exploration bien écrite d'une dynamique fraternelle toxique » et louant le ton général du récit.
Ana Valens pour Mary Sue salue l'exploration du jeu sur des sujets tabous, déclarant qu'il « a un commentaire important à partager sur les abus, les traumatismes et les dynamiques familiales dysfonctionnelles », tout en comparant aussi les événements du chapitre 2 à la publicité de Folgers « Coming Home ».
Emily Spindler pour Kotaku Australie exprime sa perplexité face au contenu du jeu, juxtaposant les thèmes cannibales et incestueux du jeu avec son accueil "extrêmement positif" sur Steam. Elle a noté que plus de 7 000 utilisateurs de Steam ont évalué positivement The Coffin of Andy and Leyley, laissant souvent des commentaires idiosyncratiques approuvant en plaisantant le contenu du jeu.

## Note et Références
1. ↑  Nanoreno est un jeu annuel durant un mois dans lequel des développeurs de jeux vidéo sont mis au défi de faire un visual novel du début à la fin durant la période.

1. ↑  Emily Spindler, « Cannibalism Is Somehow Only The Second Worst Thing You Can Do In The Coffin Of Andy And Leyley » [archive du 26 novembre 2023], sur Kotaku Australia, 24 novembre 2023 (consulté le 26 novembre 2023)
2. ↑  « The Coffin of Andy and Leyley on Steam » [archive du 28 octobre 2023], Steam, 13 octobre 2023 (consulté le 28 octobre 2023)
3. ↑  (ja) « 海外で人気が凄い狂気の共依存兄妹を描いたホラーゲーム『The Coffin of Andy and Leyley』がSteamにて配信中。サイコパスでヤンデレなブラコン妹と一見マトモな兄の掛け合いが面白い », denfaminicogame,‎ 20 octobre 2023 (lire en ligne [archive du 28 octobre 2023], consulté le 1er décembre 2023)
4. ↑  « Steam :: The Coffin of Andy and Leyley :: Second Chances », sur store.steampowered.com, 28 février 2025 (consulté le 14 juillet 2025)
5. ↑  (en) Shaun Prescott published, « Five new Steam games you probably missed (October 16, 2023) », PC Gamer,‎ 16 octobre 2023 (lire en ligne, consulté le 14 juillet 2025)
6. ↑  « The Coffin of Andy and Leyley - Cry About It! Update : actualités Steam », sur store.steampowered.com, 1er avril 2025 (consulté le 14 juillet 2025)
7. 1 2 3 4 5 6 7 8 9  « Steam :: The Coffin of Andy and Leyley :: Looking Back », sur store.steampowered.com, 1er décembre 2024 (consulté le 14 juillet 2025)
8. 1 2  Valens, « Why Are So Many People Upset With 'The Coffin of Andy and Leyley'? » [archive du 21 décembre 2023], The Mary Sue, 11 décembre 2023 (consulté le 12 décembre 2023)
9. ↑  (en-US) Andrea Gonzalez, « The Coffin of Andy and Leyley is horrifying and I can't get enough of it », sur Destructoid, 12 novembre 2023 (consulté le 12 juillet 2025)
10. ↑  Valens, « The Dev Behind the Taboo Horror Game Everyone Is Talking About Just Addressed Whether It Will Change Its Subject Matter » [archive du 15 décembre 2023], The Mary Sue, 11 décembre 2023 (consulté le 12 décembre 2023)